# Lycée Peter Pan
Le lycée Peter Pan, anciennement école Peter Pan, est une école privée internationale française, assurant l'enseignement de la maternelle au lycée à Ambohijanaka, Antananarivo, à Madagascar.

## Description
En 2023, il compte 831 élèves dont 76 élèves français.
Le campus de 5 600 mètres carrés est situé dans la zone d'Imerimanjaka.

## Histoire
Le lycée a ouvert ses portes en 1971 à Mahamasina a ouvert.
En 1976, il a fermé  en raison de problèmes de gestion  et a rouvert en 1980.
En 1993, les premiers diplômés récipiendaires du baccalauréat français ont obtenu leur diplôme.
Le terrain du campus actuel a été acquis en 2013 et la première pierre du campus actuel a été posée le vendredi 20 septembre de la même année.
Le campus actuel a ouvert ses portes le 8 mai 2015.